# ピアソンカップ
ピアソンカップ(Pearson Cup)は、かつてメジャーリーグベースボール（MLB）のシーズン公式戦の中盤時期に、カナダに球団を置くトロント・ブルージェイズとモントリオール・エクスポズ間で対戦が行われていたカップ戦である。熱烈な野球ファンでもあったカナダの第14代首相、レスター・B・ピアソンに因んで名付けられ、カナダのアマチュア野球の資金調達手段として開催されていた。カップはオンタリオ州セントメリーズにあるカナダ野球殿堂内に展示されている。

## 概要
1978年から1986年までのメジャーリーグベースボール（MLB）のシーズン公式戦中盤に、シーズン成績に影響しないオープン戦として、トロント・ブルージェイズとモントリオール・エクスポズがカップの獲得チームを決定するために試合を開催していた。
1979年と1985年は引き分けのためにカップを共有し、1981年はストライキの影響で開催されなかった。
2003年にインターリーグの日程の中に組み込まれ、インターリーグの対戦における勝者チームに授与する形で復活した。2003年と2004年は2年連続で3勝3敗の引き分けに終わり、2005年にエクスポズがワシントンD.C.へチームを移転したために終了した。最終的にブルージェイズとエクスポズはカップを7回ずつ獲得した。
シーズン成績に含まれるインターリーグにおいては2003年以前にもブルージェイズとエクスポズの対戦は行われており、1997年から8年間の通算ではブルージェイズ側が24勝19敗と勝ち越している。

## 大会結果
| 1試合限りのオープン戦        |                                       |                                       |                                       |                                       |                                       |                                       |                                       |
| シーズン                     | 開催月日                              | 開催球場                              | アウェイ                              | 得点                                  | ホーム                                | カップ獲得チーム                      | 参照                                  |
| 1978年                       | 6月29日                               | オリンピック・スタジアム              | ブルージェイズ                        | 4–5(10回)                             | エクスポズ                            | エクスポズ                            | [ 4 ]                                 |
| 1979年                       | 4月19日                               | エキシビション・スタジアム            | エクスポズ                            | 4–4(11回)                             | ブルージェイズ                        | 共有                                  | [ 5 ]                                 |
| 1980年                       | 7月31日                               | オリンピック・スタジアム              | ブルージェイズ                        | 1–3                                   | エクスポズ                            | エクスポズ                            | [ 6 ]                                 |
| 1981年                       | MLB選手会によるストライキの影響で中止 | MLB選手会によるストライキの影響で中止 | MLB選手会によるストライキの影響で中止 | MLB選手会によるストライキの影響で中止 | MLB選手会によるストライキの影響で中止 | MLB選手会によるストライキの影響で中止 | MLB選手会によるストライキの影響で中止 |
| 1982年                       | 9月2日                                | エキシビション・スタジアム            | エクスポズ                            | 7–3                                   | ブルージェイズ                        | エクスポズ                            | [ 7 ]                                 |
| 1983年                       | 5月5日                                | オリンピック・スタジアム              | ブルージェイズ                        | 7–5                                   | エクスポズ                            | ブルージェイズ                        | [ 8 ]                                 |
| 1984年                       | 5月24日                               | エキシビション・スタジアム            | エクスポズ                            | 5–6(13回)                             | ブルージェイズ                        | ブルージェイズ                        | [ 9 ]                                 |
| 1985年                       | 5月9日                                | オリンピック・スタジアム              | 'ブルージェイズ                       | 2–2(11回)                             | エクスポズ                            | 共有                                  | [ 10 ]                                |
| 1986年                       | 4月28日                               | エキシビション・スタジアム            | エクスポズ                            | 2–5                                   | ブルージェイズ                        | ブルージェイズ                        | [ 11 ]                                |
| インターリーグの対戦シリーズ |                                       |                                       |                                       |                                       |                                       |                                       |                                       |
| シーズン                     | 開催月日                              | 開催球場                              | アウェイ                              | 得点                                  | ホーム                                | カップ獲得チーム                      | 参照                                  |
| 2003年                       | 6月20日                               | オリンピック・スタジアム              | ブルージェイズ                        | 8–4                                   | エクスポズ                            | 共有                                  | [ 12 ]                                |
| 2003年                       | 6月21日                               | オリンピック・スタジアム              | ブルージェイズ                        | 5–8                                   | エクスポズ                            | 共有                                  | [ 13 ]                                |
| 2003年                       | 6月22日                               | オリンピック・スタジアム              | ブルージェイズ                        | 4–2                                   | エクスポズ                            | 共有                                  | [ 14 ]                                |
| 2003年                       | 6月27日                               | スカイ・ドーム                        | エクスポズ                            | 5–6                                   | ブルージェイズ                        | 共有                                  | [ 15 ]                                |
| 2003年                       | 6月28日                               | スカイ・ドーム                        | エクスポズ                            | 4–2                                   | ブルージェイズ                        | 共有                                  | [ 16 ]                                |
| 2003年                       | 6月29日                               | スカイ・ドーム                        | エクスポズ                            | 10–2                                  | ブルージェイズ                        | 共有                                  | [ 17 ]                                |
| 2004年                       | 6月25日                               | スカイ・ドーム                        | エクスポズ                            | 1–3                                   | ブルージェイズ                        | 共有                                  | [ 18 ]                                |
| 2004年                       | 6月26日                               | スカイ・ドーム                        | エクスポズ                            | 5–10                                  | ブルージェイズ                        | 共有                                  | [ 19 ]                                |
| 2004年                       | 6月27日                               | スカイ・ドーム                        | エクスポズ                            | 9–4                                   | ブルージェイズ                        | 共有                                  | [ 20 ]                                |
| 2004年                       | 7月2日                                | エスタディオ・ヒラム・ビソーン        | ブルージェイズ                        | 0–2                                   | エクスポズ                            | 共有                                  | [ 21 ]                                |
| 2004年                       | 7月3日                                | エスタディオ・ヒラム・ビソーン        | ブルージェイズ                        | 2–0                                   | エクスポズ                            | 共有                                  | [ 22 ]                                |
| 2004年                       | 7月4日                                | エスタディオ・ヒラム・ビソーン        | ブルージェイズ                        | 4–6                                   | エクスポズ                            | 共有                                  | [ 23 ]                                |